# Jawaan Taylor
Jawaan Taylor (Cocoa, Florida, 25 de noviembre de 1997) es un jugador profesional estadounidense de fútbol americano que se desempeña en la posición de offensive tackle en Kansas City Chiefs, equipo de la National Football League (NFL).

## Carrera
Fue seleccionado en la segunda ronda en la Reunión Anual de Selección de Jugadores de la NFL de 2019. Hizo su debut profesional con el equipo Jacksonville Jaguars, en el cual jugó cuatro temporadas (2019-2023), luego pasó a Kansas City Chiefs, donde lleva jugando una temporada.